# Fernando Bulnes
José Fernando Bulnes Zelaya (Lamaní; 21 de octubre de 1946) es un exdefensor de fútbol que jugó con la selección de Honduras en la Copa Mundial de España 1982.

## Trayectoria
Debutó en la categoría absoluta a los 17 años y ha jugado en el Atlético Español, Verdún, Universidad y Olimpia. Pasó un récord de 20 años en la Liga Nacional Hondureña antes de retirarse en 1985.

## Selección nacional
Jugó para Honduras desde 1969, los representó en 34 partidos y anotó un gol. Estuvo en dos juegos del Mundial de España 1982 cuando ya tenía 35 años.

### Participaciones en Copas del Mundo
| Mundial                        | Sede   | Resultado    |
| ------------------------------ | ------ | ------------ |
| Copa Mundial de Fútbol de 1982 | España | Primera fase |

## Clubes
| Club             | País     | Año       |
| ---------------- | -------- | --------- |
| Atlético Español | Honduras | 1963-1970 |
| Olimpia          | Honduras | 1970      |
| Verdún           | Honduras | 1971-1972 |
| Pumas de la UNAH | Honduras | 1972-1981 |
| Olimpia          | Honduras | 1981-1985 |

## Palmarés

### Títulos nacionales
| Título        | Equipo  | País     | Año     |
| ------------- | ------- | -------- | ------- |
| Liga Nacional | Olimpia | Honduras | 1982-83 |
| Liga Nacional | Olimpia | Honduras | 1984-85 |

### Títulos internacionales
| Título                                | Equipo   | Sede     | Año  |
| ------------------------------------- | -------- | -------- | ---- |
| Campeonato de Naciones de la Concacaf | Honduras | Honduras | 1981 |